# 120191 Tombagg
120191 Tombagg è un asteroide della fascia principale. Scoperto nel 2004, presenta un'orbita caratterizzata da un semiasse maggiore pari a 2,3244566 au e da un'eccentricità di 0,1651572, inclinata di 4,62294° rispetto all'eclittica.
L'asteroide è dedicato allo scienziato statunitense Thomas C. Bagg III.